# Sestyra cephalotes
Sestyra cephalotes là một loài bọ cánh cứng trong họ Cerambycidae.